# Klivnik
Klivnik (tudi Klivniško jezero) je akumulacijsko jezero v Občini Ilirska Bistrica, med vasmi Tominje, Zalči, Podbeže in Zajelšje. Zgrajeno je bilo leta 1987. Nastalo je za jezom na potoku Klivnik. Namen zajetja je bogatenje nizkih pretokov (za reko Reko) in zadrževanje visokih voda (visokovodna zaščita). V jezeru vzrejajo ribe, dovoljen je tudi športni ribolov. 

## Podatki
- dolžina zajezitve: 2800 m
- konstruktivna višina: 28 m
- prostornina zajezitve: 4300.000 km³
- površina zajezitve: 358.000 m²